# Paranda
Paranda là một thành phố và là nơi đặt hội đồng đô thị (municipal council) của quận Osmanabad thuộc bang Maharashtra, Ấn Độ.

## Nhân khẩu
Theo điều tra dân số năm 2001 của Ấn Độ, Paranda có dân số 16.987 người. Phái nam chiếm 52% tổng số dân và phái nữ chiếm 48%. Paranda có tỷ lệ 64% biết đọc biết viết, cao hơn tỷ lệ trung bình toàn quốc là 59,5%: tỷ lệ cho phái nam là 72%, và tỷ lệ cho phái nữ là 57%. Tại Paranda, 14% dân số nhỏ hơn 6 tuổi.